# Quaker Oats Company
The Quaker Oats Company eller Quaker er en amerikansk fødevarevirksomhed, der er baseret i Chicago, Illinois. Quaker Mill Company blev etableret i 1877 i Ravenna, Ohio. De producerer havregryn, gryn og snacks, desuden ejer de sportsdrinksproducenten Gatorade. Virksomheden har siden 2001 været et datterselskab til PepsiCo.
I perioden 1963-1993 ejede selskabet Fisher-Price, hvor det blev solgt til Mattel.
I en periode indtil 2019 ejede selskabet det danske OTA Solgryn.